# Lilioceris merdigera
Espèce
Le criocère du muguet (Lilioceris merdigera) est une espèce d'insectes coléoptères de la famille des Chrysomelidae, de la sous-famille des Criocerinae.
Synonymie
- Chrysomela merdigera (Linnaeus, 1758)
- Crioceris brunnea (Fabricius, 1792)

## Description
Corps long de 6 à 8 mm. La tête, le pronotum, les élytres, les fémurs et tibias sont d'un rouge brillant et les élytres montrent quelques rangées latérales de points.
Espèce proche
Le criocère du lis (Lilioceris lilii) qui s'en distingue par sa tête noire et ses pattes noires.

## Distribution
- Paléarctique.

## Écologie
Les adultes, comme les larves, se nourrissent de divers végétaux principalement des familles des Liliaceae, Alliaceae et Asparagaceae, comme le lis martagon (Lilium martagon), l'oignon (Allium cepa), l'ail (Allium sativum), l'asperge et d'autres espèces du genre Asparagus, des Polygonum et du muguet (Convallaria majalis).
Comme c'est le cas du criocère du lis, les larves, pour se protéger de prédateurs, se recouvrent de substances mucilagineuses noirâtres mélangées à leurs excréments ; les adultes peuvent émettre des crissements bien audibles quand ils sont dérangés ou se laissent tomber dans la végétation.